# Pjotr Mihailovič Koljubakin
Pjotr Mihailovič Koljubakin (rusko Пётр Михайлович Колюбакин), ruski general, * 1763, † 1849.
Bil je eden izmed pomembnejših generalov, ki so se borili med Napoleonovo invazijo na Rusijo; posledično je bil njegov portret dodan v Vojaško galerijo Zimskega dvorca.

## Življenje
25. maja 1775 je vstopil v Preobraženski polk; 1. januarja 1792 je bil povišan v zastavnika. Udeležil se je bojev proti Švedom (1788-99), zakar je bil 10. decembra 1798 povišan v polkovnika. 7. aprila 1801 je postal poveljnik Smolenskega mušketirskega polka. 
16. aprila 1800 je bil povišan v generalmajorja, a je bil že 10. novembra istega leta odpuščen iz vojaške službe. 17. marca 1801 je bil ponovno sprejet v vojaško službo.
Udeležil se je tudi vojne s Francozi (1805) in s Turki (1806-11). 11. avgusta 1810 je postal poveljnik 1. brigade 12. pehotne divizije in 15. februarja 1811 poveljnik celotne 12. divizije . 
1. decembra 1814 je bil upokojen.